# Jane Harvey
Jane Harvey (eigentlich Phyllis Taff, * 6. Januar 1925 in Jersey City, New Jersey; † 15. August 2013 in Los Angeles, Kalifornien) war eine US-amerikanische Jazzsängerin.

## Karriere
Harvey startete ihre Laufbahn kurz nach Beendigung der Highschool in den 1940er-Jahren mit Auftritten in dem New Yorker Club Café Society im Greenwich Village, wo sie den Künstlernamen Jane Harvey annahm. Bandleader Benny Goodman heuerte die Sängerin für Konzerte und gemeinsame Plattenaufnahmen an. Im Dezember 1944 entstand You Brought a New Kind of Love to Me für Columbia Records, dann noch die Titel Up in Central Park, Only Another Boy and Girl und He’s Funny That Way. Mit Close as Pages in a Book schafften es Goodman und Harvey auf #11 der US-Charts. 1946 wurde sie Bandvokalistin im Desi Arnaz Orchestra, mit dem sie für RCA Victor aufnahm (Mi Vida und A Rainy Night in Rio) und ein erfolgreiches Engagement im Nachtclub Ciro’s hatte. Als die Band auf Tournee ging, entschied sie sich im Club zu bleiben.
Sie trat 1948 in Europa bei der Truppenbetreuung der USO mit Bob Hope und Irving Berlin auf. Nach ihrer Rückkehr in die Vereinigten Staaten trat sie am New Yorker Broadway 1950 in dem Harold-Rome-Musical Bless You All zusammen mit Pearl Bailey auf. Sie heiratete dann den Musikproduzenten Bob Thiele und zog sich vorübergehend aus der Musikszene zurück, um den gemeinsamen Sohn aufzuziehen. 1958 sang sie zwei Titel mit dem Duke Ellington Orchestra. Im Laufe ihrer weiteren Karriere nahm Harvey mehrere LPs auf wie Leave It to Jane (1959), I’ve Been There (1965), das Fats Waller Tributalbum You Fats, Me Jane (1975) sowie Jane Harvey und The Other Side of Sondheim (1988). 2011 beendete sie ihre Bühnenlaufbahn mit einem Auftritt im New Yorker Nachtclub Feinstein’s und im Catalina Jazz Club in Hollywood und legte noch eine bislang unveröffentlichte Session mit Les Paul vor. Jane Harvey starb im August 2013 im Alter von 88 Jahren in ihrem Haus in Los Angeles an Krebs.